# 호혜성
호혜성(互恵性, reciprocity)이란 국제법상 상호호혜주의를 말한다. 국제 관계와 조약에서, 호혜성의 원칙에 따라 상대국이 우호적이면 역시 우호적으로 대응하고, 비우호적이면 역시 비우호적으로 대응한다. 상대방이 국제법 몇조 몇항을 위반해 도발하면, 그에 상응하는 국제법 조항의 준수를 거부하여 대응조치를 취한다.

## 같이 보기
- 국제예양